# Белије
Белије (фр. Bélieu) насеље је и општина у источној Француској у региону Франш-Конте, у департману Ду која припада префектури Монбелијар.
По подацима из 2011. године у општини је живело 325 становника, а густина насељености је износила 30,32 становника/km². Општина се простире на површини од 10,72 km². Налази се на средњој надморској висини од 1018 метара (максималној 1.040 m, а минималној 870 m).

## Демографија
| 1962. | 1968. | 1975. | 1982. | 1990. | 1999. | 2011. |
| ----- | ----- | ----- | ----- | ----- | ----- | ----- |
| 189   | 201   | 174   | 212   | 249   | 272   | 325   |

График промене броја становника у току последњих година